# Odo
För andra betydelser, se Odo (olika betydelser).
Odo är historiskt ett frankiskt och franskt mansnamn. Den 31 december 2014 hade i Sverige 3 personer namnet som efternamn och 5 män namnet som förnamn, dock ingen som första förnamn. Att döma av övriga namn är dessa personer invandrare.

## Personer med namnet eller förnamnet Odo
- Odo de Cluny (född 878), benediktinmunk och kompositör
- Odo, hertig av Paris (860–898), frankisk kung
- Odo de Saint-Maur-des-Fossés (död 1030), fransk musikteoretiker
- Odo av Bayeux (1036–1097), normand och kungasläkting
- Odo av Lagery (1035–1099), påve under namnet Urban II
- Odo Russell (1829–1884), brittisk diplomat

### Fiktiva personer
- Odo (Star Trek), fiktiv figur i TV-serien Star Trek